# Quota de mercat
La quota de mercat d'una empresa és el percentatge d'un segment de la xarxa de mercat que serà per a la mateixa empresa. Es pot expressar com els ingressos generats per les vendes de la companyia en comparació amb el total d'ingressos generats a partir de totes les vendes en el mercat en qüestió, o el nombre de productes venuts per la companyia (en aquest mercat) dividit per tots els productes venuts al mercat sota consideració.
En general, és determinat per estudis de mercat específics, sovint per encàrrec de les mateixes empreses.
L'augment de la quota de mercat és un dels principals objectius d'empresa.